# 7.63×25mm 마우저

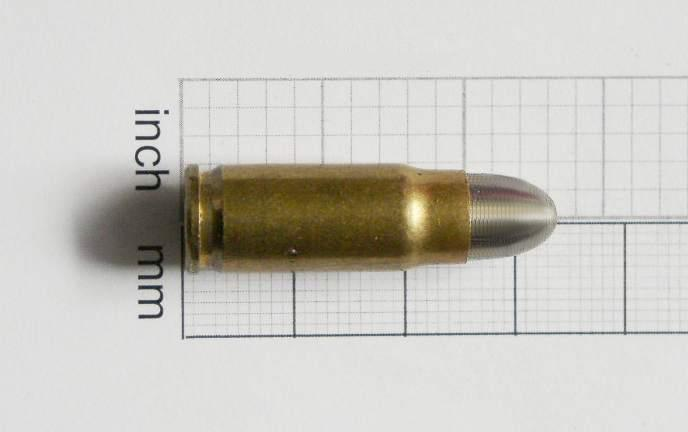

7.63×25mm 마우저(7.63×25mm Mauser, .30 마우저 자동) 탄은 원래 마우저 C96 서비스 피스톨을 위해 개발된 병목형, 테두리 없는 중앙 발사 카트리지이다. 이 카트리지의 헤드스페이스는 탄피의 어깨에 위치한다. 이후 소련 및 동구권 무기에 흔히 사용된 7.62mm 토카레프 탄약의 기반이 되었다.

## 역사
이 탄약은 당시 보르하르트 C-93 피스톨에 사용되어 가장 성공적인 반자동 피스톨 탄약이었던 1893년의 7.65mm 보르하르트를 기반으로 했다. 7.63mm 마우저는 나중에 루거 파라벨룸에 사용된 병목형 피스톨 탄약인 7.65mm 파라벨룸 (.30 파라벨룸)과 혼동되기도 한다. 1890년대부터 현재까지 다양한 탄약 제조업체에서 생산되었다.
7.63mm 마우저 탄약을 사용하는 총기류로는 이를 위해 설계된 피스톨인 모든 변형 및 복제품의 마우저 C96, 아스트라 모델 900 및 변형, 슈바르츠로제 모델 1898, 1911년 패턴 스타 모델 A 및 M, 그리고 스위스의 베르그만 M/20과 같이 중화인민공화국과 일본으로 수출된 제2차 세계 대전 이전의 소수의 기관단총들 및 SIG의 독특한 MKMO가 있다.
1920년대 후반의 여러 소련 피스톨 및 기관단총 개발은 7.63mm 마우저 탄약을 사용하도록 설계되었다. 따라서 마우저 탄약은 소련에서 공식적으로 채택된 7.62mm 토카레프의 기반이 되었다. 두 탄약의 탄피 치수는 거의 동일하지만, 7.62mm 토카레프는 더 강력한 화약을 가지고 있으며 일반적으로 마우저 C96 피스톨 또는 7.63mm 마우저를 사용하는 다른 총기류에 적합하지 않다. 그러나 약간 덜 강력한 7.63mm 마우저는 더 강력한 7.62mm 토카레프를 사용하는 총기류에서 안전하게 사용할 수 있었다. 이는 제2차 세계 대전 동부 전선에서 독일군이 노획한 7.62×25mm 무기, 특히 PPSh-41과 PPS-43, 그리고 7.63mm 마우저 탄환을 사용하여 공급하기 시작하면서 중요해졌다. 겨울 전쟁과 제2차 세계 대전 중에는 소련 7.62×25mm 탄약과의 본질적인 대체 가능성 때문에 핀란드군과 독일군이 노획한 소련 기관단총에 이 탄약을 지급했다. 핀란드 군사 기록에 따르면 핀란드군은 이 목적으로 FN으로부터 백만 발의 7.63mm 마우저 탄약을 주문했다.

## 현대적 사용
일부 7.63mm 마우저 탄약은 여전히 피오키, 셀리어 & 벨로, 그리고 프르비 파르티잔에서 제조된다. 재장전 가능한 복서 프라이머 탄피는 단순히 크기를 조정하고 다듬는 것으로 9mm 윈체스터 매그넘에서 만들 수 있다. 또는 내부 목 부분을 다시 가공하는 추가 단계로 5.56mm NATO에서 만들 수도 있다. 이 탄피들은 발사 시 약간 부풀어 오르며, 적절한 마우저 스트리퍼 클립은 더 작은 테두리를 충분히 잡을 수 있도록 바이스로 조인다. 마우저의 경우 .311인치 또는 .312인치 탄두를 사용하면 가장 좋은 정확도를 얻을 수 있으며, 특히 Hornady 85 그레인 .312" XTP가 좋은 선택이지만, 토카레프 TT-33 및 체코 CZ-52 피스톨은 더 좁은 총열과 약실을 가지고 있어 7.65mm 루거 및 .30 카빈 탄약용으로 의도된 .310인치 탄두와 더 잘 작동한다.

## 동의어
- .30 마우저 피스톨
- .30 구경 - 파키스탄 병기 공장 (7.63mm 마우저 및 7.62mm 토카레프 탄약 모두에 사용).

## 같이 보기
- 7 mm 구경
- 권총 및 소총 탄약표